# Italochrysa uchidae
Italochrysa uchidae is een insect uit de familie van de gaasvliegen (Chrysopidae), die tot de orde netvleugeligen (Neuroptera) behoort. 
Italochrysa uchidae is voor het eerst wetenschappelijk beschreven door Kuwayama in 1927.